# 백개먼
백개먼(영어: Backgammon, IPA: [bǽk-ɡæ̀mən])은 둘이서 하는 전략 보드 게임으로, 주사위와 체커를 이용하는 게임이다. 각각의 플레이어는 백개먼 전용 조각인 ‘체커’를 다른 한쪽으로 움직이면서 대결한다. 이 게임의 역사는 기원전 3000년경에 중동에서부터 시작되었다고 한다.

## 규칙

### 보드 설정
한 라인의 1~6번 칸은 홈 보드, 7~12번 칸은 아우터 보드라고 칭한다. 흑과 백을 예로 들면, 기본적으로 흑의 라인에는 6번 칸에 흑체커 5개, 8번 칸에 흑체커 3개가 있으며, 1번 칸에 백체커 2개, 12번 칸에 백체커 5개가 있다. 반대로 백의 라인에는 6번 칸에 백체커 5개, 8번 칸에 백체커 3개가 있으며, 1번 칸에 흑체커 2개, 12번 칸에 흑체커 5개가 있다.

### 말의 이동
- 2개의 주사위를 굴려서 나온 눈의 수만큼 체커(말)를 움직인다. 한 체커의 움직임에 모두 사용하거나, 두 체커의 움직임에 하나씩 사용할 수 있다. 겹친 체커를 업고 한꺼번에 움직일 수는 없으며, 두 눈을 동시에 사용하는 것도 불가능하다.
- 2개의 주사위가 같은 수가 나왔을 경우, 주사위를 한 번씩 더 사용할 수 있다. 단, 이 경우도 모든 눈을 한꺼번에 사용하는 것이 아니라 하나씩 사용해야 한다.
- 이동 방향은 상대편 라인에서는 오른쪽에서 왼쪽, 자신의 라인에서는 왼쪽에서 오른쪽이다.
- 한 칸에 상대방의 체커가 두 개 이상 있을 경우, 그 칸으로는 체커를 움직일 수 없다.
- 한 칸에 상대방의 체커가 하나 있을 경우, 그 칸으로 체커를 움직이게 되면 상대방의 체커는 잡혀서 가운데의 바로 이동한다. 자신의 잡힌 체커는 다음 턴에 상대방의 홈 보드로 들어올 수 있는데, 이를 엔터링(Entering)이라고 한다. 잡힌 체커가 모두 들어와야 다른 체커를 움직일 수 있으며, 만약 체커가 잡힌 상태에서 나온 주사위로 칸에 들어갈 수 없는 경우, 주사위를 사용하지 못하고 상대방의 턴으로 넘어간다.

### 베어링 오프
- 자신의 모든 체커들이 홈 보드에 들어왔을 경우, 주사위의 눈에 따라 말을 보드판에서 빼낼 수 있는데, 이를 베어링 오프(Bearing off)라고 한다. 만약 체커가 남아 있는 가장 큰 숫자의 칸보다 더 높은 주사위의 눈이 나왔을 경우, 체커가 남아 있는 칸들 중 가장 큰 숫자의 칸에 있는 체커를 빼낸다.
- 베어링 오프 도중 체커가 잡혔을 경우, 잡힌 체커가 자신의 홈 보드로 들어오기 전까지 베어링 오프를 할 수 없다.
- 상대보다 말 15개를 먼저 빼내어 베어링 오프를 마친 경우, 게임에서 승리하게 된다. 승리 시의 승점은 경우에 따라 아래와 같이 적용된다.
  - 싱글(Single): 상대보다 먼저 베어링 오프를 완료했을 때, 두 플레이어 모두 체커를 하나 이상 빼낸 경우. 승점 1점.
  - 개먼(Gammon): 상대보다 먼저 베어링 오프를 완료했을 때, 상대가 체커를 하나도 빼내지 못한 상태인 경우. 승점 2점.
  - 백개먼(Backgammon): 상대보다 먼저 베어링 오프를 완료했을 때, 상대가 체커를 하나도 빼내지 못했고, 상대의 체커가 자신의 홈 보드에 있거나 잡혀서 바에 갇힌 상태인 경우. 승점 3점.

### 더블링 큐브
더블링 큐브(Doubling cube)는 2, 4, 8, 16, 32, 64가 그려진 주사위로, 주로 지정된 승점을 먼저 획득하는 ‘매치 플레이’에서 상대에게 2n배의 게임을 제안할 때 쓰인다. 주사위를 굴리기 전에 더블링을 제안할 수 있으며, 주사위를 굴린 후에는 다음 턴을 기다려야 한다. 상대가 더블을 수락하면 그 판의 승점은 2배로 적용되며, 그 판에서 더블 게임을 먼저 제안한 플레이어는 배수를 다시 올릴 수 없고, 상대만 다시 제안할 수 있다. 상대가 더블을 받아들이지 않고 기권한 경우, 더블을 제안한 플레이어가 상대가 기권하기 직전의 배수만큼의 점수를 획득한다.

#### 크로퍼드 룰
크로퍼드 룰(Crawford rule)은 미국의 백개먼 및 콘트랙트 브리지 선수였던 존 랜돌프 크로퍼드(영어: John R. Crawford)의 이름을 딴 규칙으로, 대회 진행 시 한 쪽 플레이어가 매치 포인트(최종 승리까지 남은 승점이 1점인 상태)에 도달한 경우, 그 다음의 한 판에 한해 양쪽 모두 더블링 큐브를 사용할 수 없는 규칙이다. 매치 포인트를 딴 플레이어의 우위성을 보호하기 위한 규칙으로, 대부분의 국제 백개먼 대회에서 채용되고 있다.

## 같이 보기
- 쌍륙